# Ambaca
Ambaca – miasto w Angoli, w prowincji Kwanza Północna.